# جنگ فجار
جنگ فِجار (به عربی حَرب الفِجار به معنی جنگِ گناه) جنگی است که در ماه‌های حرام در دوران قبل از ظهور اسلام و در انتهای قرن ششم میلادی صورت پذیرفت. قبیلهٔ «کِنانه» و «قُرِیْش» در یک طرف و «قِیْس عِیْلان» (بدون غَطَفان) در طرف دیگر جنگ بودند. منابع از هشت روز طی ۴ سال که در آنها جنگ صورت گرفت یاد می‌کنند.
گزارش‌های تاریخی ذکر می‌کنند که محمّد در جنگ فِجار شرکت کرده‌است، اما اختلاف نظرات زیادی راجع به جزئیات آن وجود دارد. برخی می‌نویسند که او در جنگ شرکت کرد و به‌خاطر شجاعتش از او تقدیر شد. ابن هشام می‌نویسد که او فقط به عموهایش در فراهم کردن تیر کمک کرد؛ اما آقانی در ایام العرب می‌نویسد که از عموهای محمّد تنها زُبَیر در جنگ شرکت کرد. علاوه بر این گفته‌هایی به محمّد نیز نسبت داده شده‌است. سن او در هنگام شرکت در جنگ از ۱۴ تا ۲۸ سال ذکر شده‌است.
طبق تاریخ یعقوبی در زمان این جنگ ابوطالب با صدای بلند فریاد می‌زند که بنی هاشم در یک چنین جنگی شرکت نخواهد کرد. پس نمی‌توان گفت محمّد در چنین جنگی شرکت کرده‌است.